# Плива

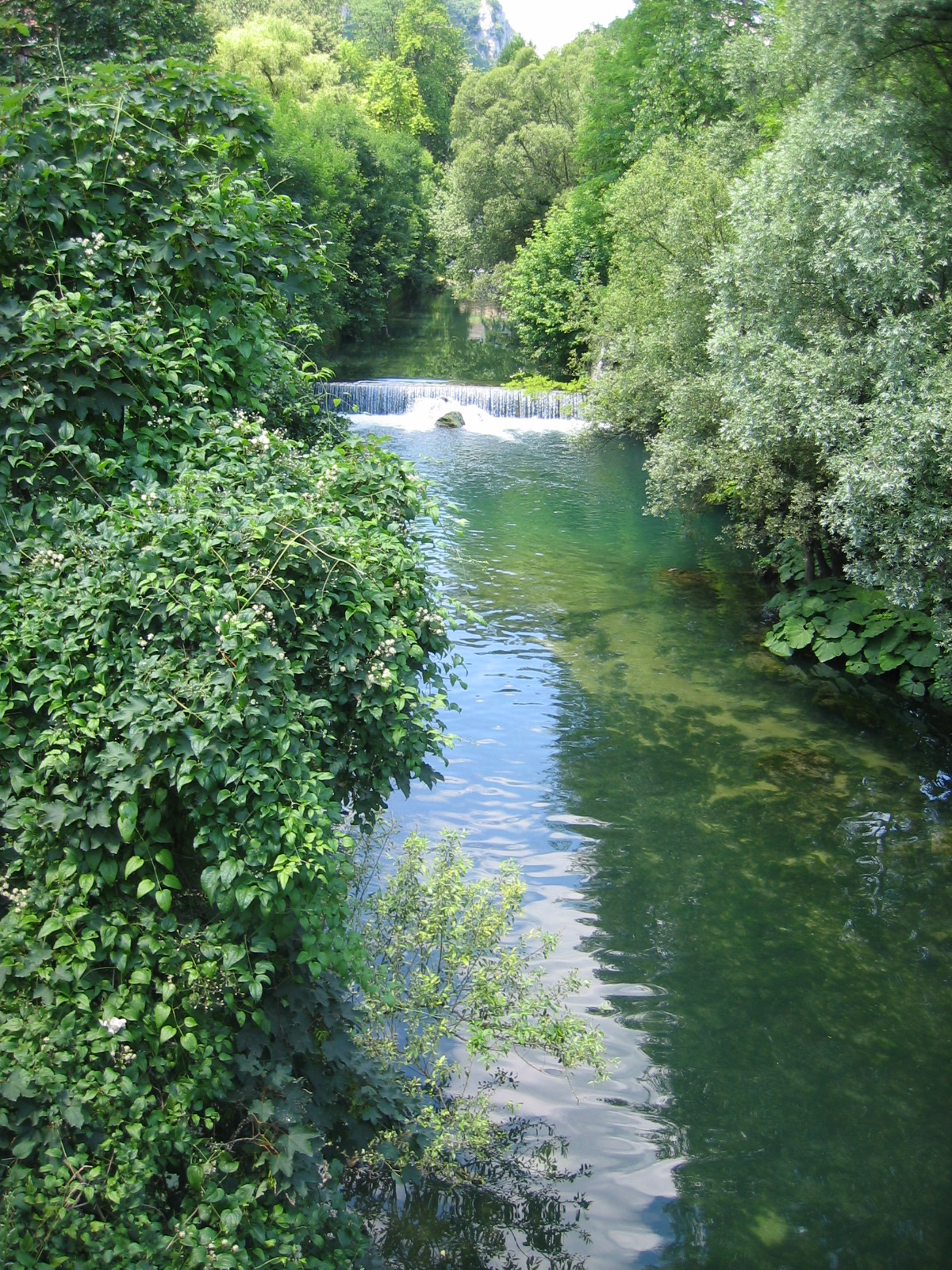
Плива у районі м. Яйце

Плива (серб. Плива, босн. Pliva), у гірській течії — Плєва (серб. Пљева) — річка в центральній частині Боснії і Герцеговини, більша частина якої протікає по території Республіки Сербської, права притока річки Врбас. Довжина річки становить близько 33 км, площа водозбірного басейну — 768 км². Середні витрати води — 38,4 м³/с.
Бере початок біля села Драгнич на висоті 1227 м над рівнем моря, тече на північний схід через місто Шипово і впадає у Врбас у межах міста Яйце. Поблизу гирла на річці влаштовано водосховища та ГЕС. Найбільша права притока Пливи — річка Янь.
Долина річки Плива знаходиться під охороною держави як пам'ятка природи. Річка має популярність серед туристів.
У 2010 році на річці проводилися європейські змагання з флай-фішингу (англ. flyfishing).

## Галерея

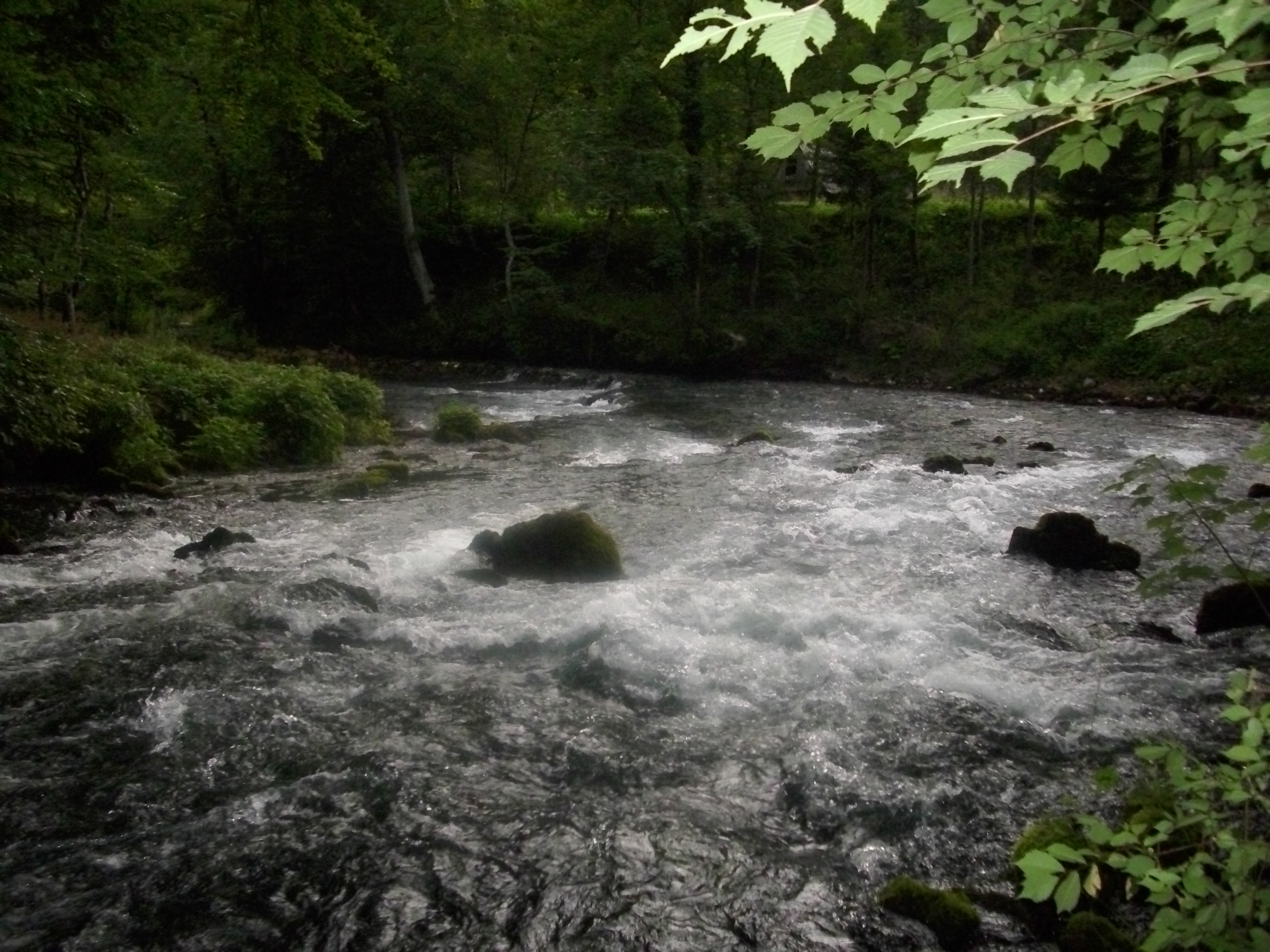
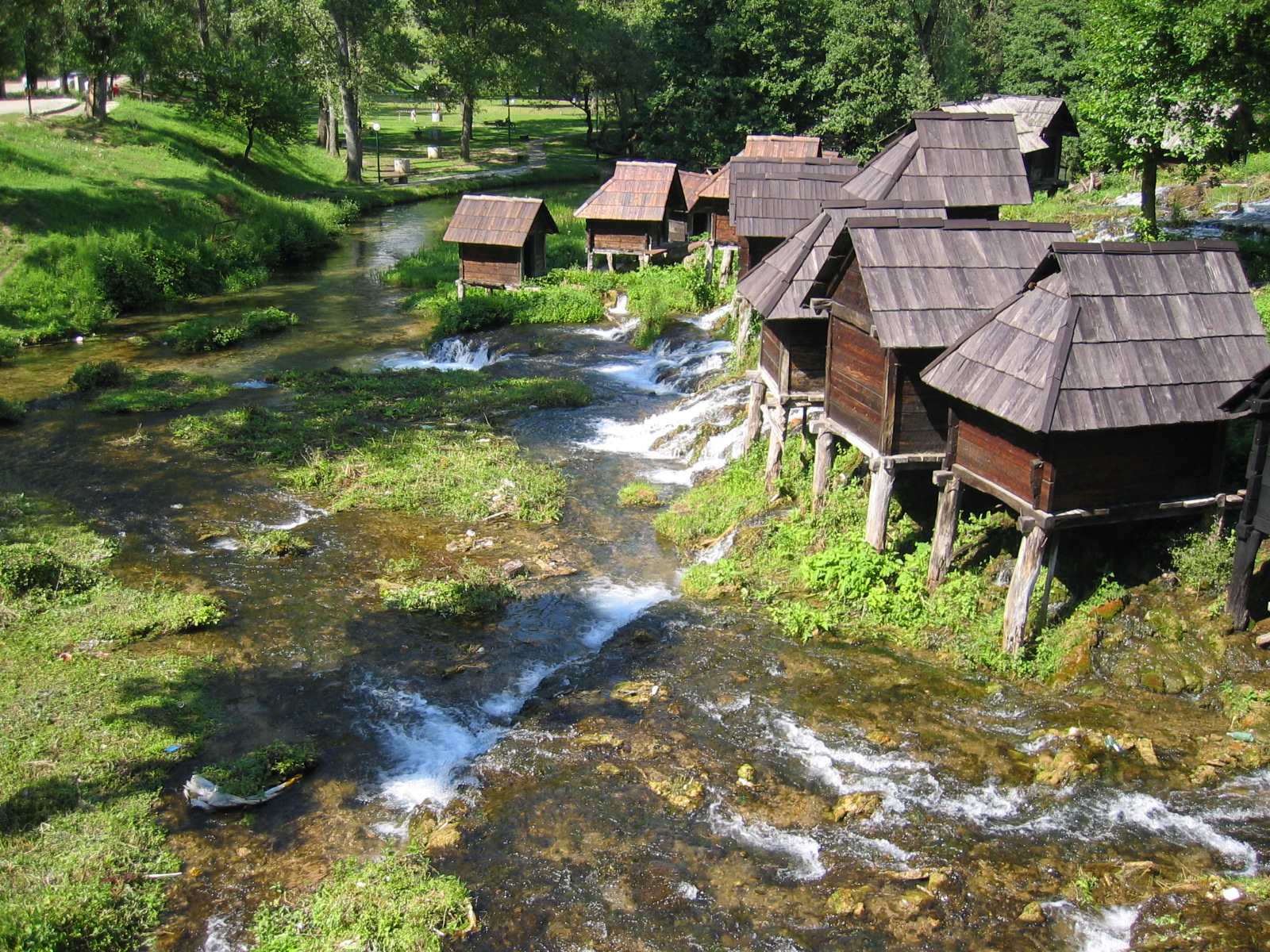
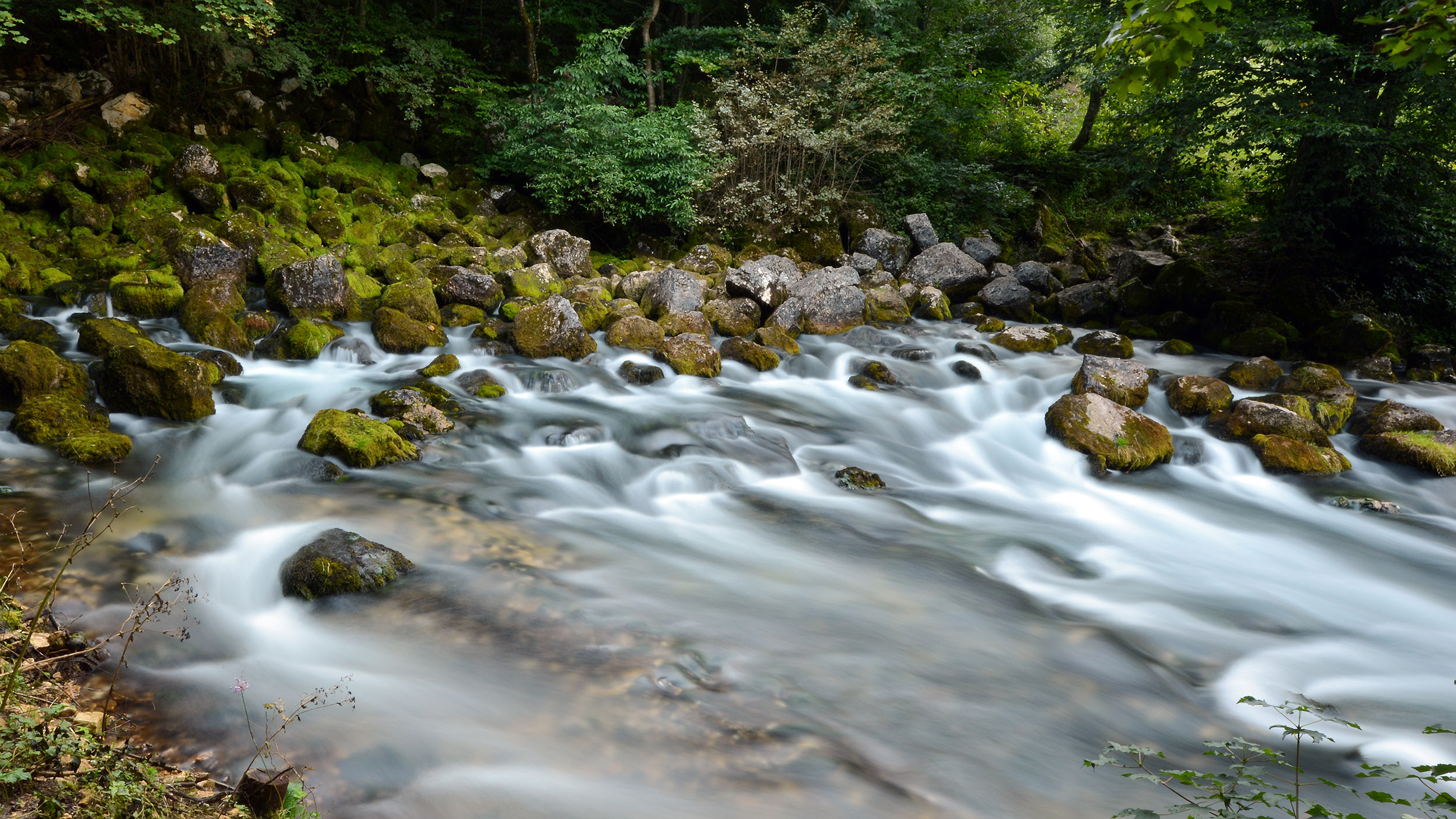
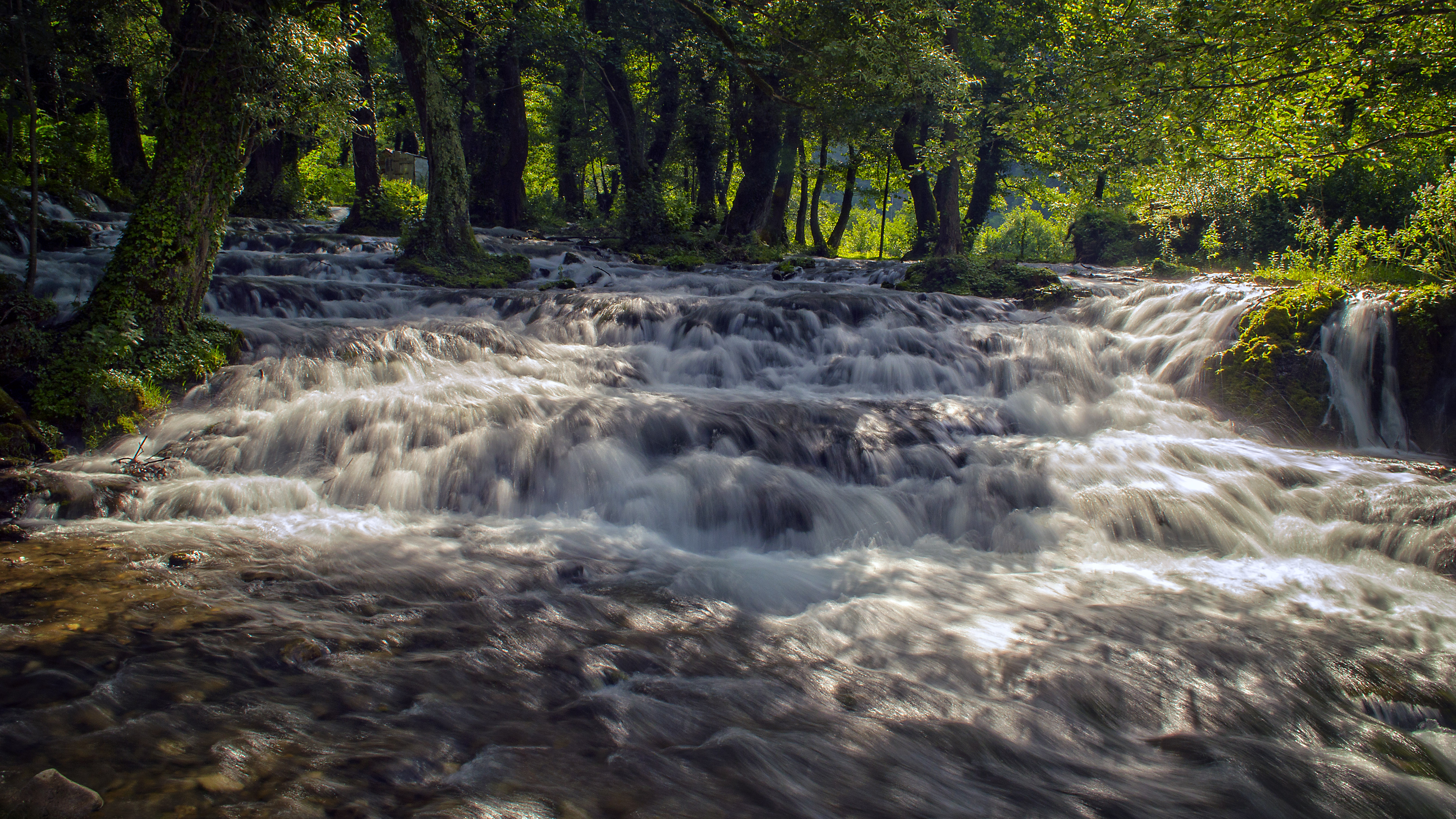

## Пливський водоспад
При впадінні Пливи у Врбас розташований водоспад заввишки 22 м, завдяки якому відомим є місто Яйце разом з чисельними архітектурними та культурними пам'ятками.